# Platz für Helden
Platz für Helden ist ein deutsches Kindermagazin, das im Kinderkanal in Kooperation mit der ARD-Fernsehlotterie ausgestrahlt wird. Die Sendung stellt Kinder vor, die sich für andere einsetzen oder sich für Verbesserungen in ihrem Umfeld einsetzen. 
Die Sendung existiert seit dem Jahr 2005. Im Jahr 2007 wurde sie in mehreren Reihen ausgestrahlt, wie zum Beispiel Platz für Helden – Das Magazin, Platz für Helden – Eine Show für Berlin, Platz für Helden – Ein Schiff für Flensburg, Platz für Helden – Fünf Tage, fünf Tipis, und Platz für Helden – Reporter gegen Rechts.

## Reihen

### Platz für Helden – Das Magazin
Platz für Helden – Das Magazin ist eine 8-teilige Dokumentation von Platz für Helden die 2007 produziert worden ist. Moderiert worden ist die Reihe von Tanja Mairhofer, Lukas Koch, Stephanie Müller-Spirra und Juri Tetzlaff. In jeder Sendung präsentierte einer der Moderatoren die Plätze der Helden.

### Platz für Helden! – Eine Show für Berlin
Platz für Helden – Eine Show für Berlin ist eine 4-teilige Dokumentation von Platz für Helden die 2007 produziert worden ist. Moderiert wurde die Reihe von Lukas Koch. In der Sendung versuchen sieben Kinder zusammen mit Lukas Koch eine Show für Berlin zu gestalten.

### Platz für Helden! – Ein Schiff für Flensburg
Platz für Helden – Ein Schiff für Flensburg ist eine 4-teilige Dokumentation von Platz für Helden die 2007 produziert worden ist. Moderiert wurde die Sendung wieder von Lukas Koch. Acht Jugendliche die zwischen 14 und 16 Jahren alt waren, restaurierten mit Lukas Koch ein altes Schiffswrack so, dass es wieder seetauglich wurde.

### Platz für Helden! – Fünf Tage, fünf Tipis
Platz für Helden! – Fünf Tage, fünf Tipis ist eine 5-teilige Dokumentation die im Jahr 2008 produziert worden ist. Moderiert wurde die Sendung von Alex Huth. In Bad Wurzach gibt es einen großen Ferienbauernhof, auf dem sich krebskranke Kinder nach ihrer Therapie erholen können. Aufgrund des großen Erfolges dieser Einrichtung, stellte sich die Frage nach einer Erweiterung. Diese wird in Form eines Indianerdorfes für weitere 30 Gäste realisiert.

## Moderatoren
- Tanja Mairhofer (2007)
- Lukas Koch (2007)
- Stephanie Müller-Spirra (2007)
- Juri Tetzlaff (2007)
- Alex Huth (2008)